# Phek
Phek är en ort i Indien.   Den ligger i delstaten Nagaland, i den östra delen av landet, 1 700 km öster om huvudstaden New Delhi. Phek ligger 1 696 meter över havet och antalet invånare är 15 118.
Terrängen runt Phek är kuperad söderut, men norrut är den bergig. Phek ligger uppe på en höjd. Runt Phek är det ganska glesbefolkat, med 34 invånare per kvadratkilometer. Phek är det största samhället i trakten. I omgivningarna runt Phek växer i huvudsak städsegrön lövskog.